# Felix Kracht
Felix Kracht, né le 13 mai 1912 à Krefeld en Allemagne et décédé le 3 octobre 2002 à Kirchweyhe près de Brême, est un ingénieur allemand.

## Biographie
Après des études d'ingénieur à l'université technique d'Aix-la-Chapelle il a d'abord travaillé à l'association aéronautique (Flugwissenschaftliche Vereinigung Aachen, FVA) et y développa le planeur de compétition FVA-10 Rheinland avec lequel il traversa les Alpes en 1937.
Vers la fin de la Seconde Guerre mondiale, il participa de manière prépondérante au développement du planeur expérimental DFS 228 destiné à la reconnaissance en haute altitude ainsi que le DFS 346 propulsé par moteur-fusée.
Après la Seconde Guerre mondiale, il a travaillé sur le projet franco-allemand d'un avion de transport militaire qui devint le C-160 Transall.
Au sein du Groupement d'Intérêt Économique Airbus Industrie, il a marqué de sa griffe la plupart des modèles d'Airbus en tant que directeur technique.
Jusqu'en 1981, il était senior vice president Production à Toulouse.